# Slowinzische Sprache

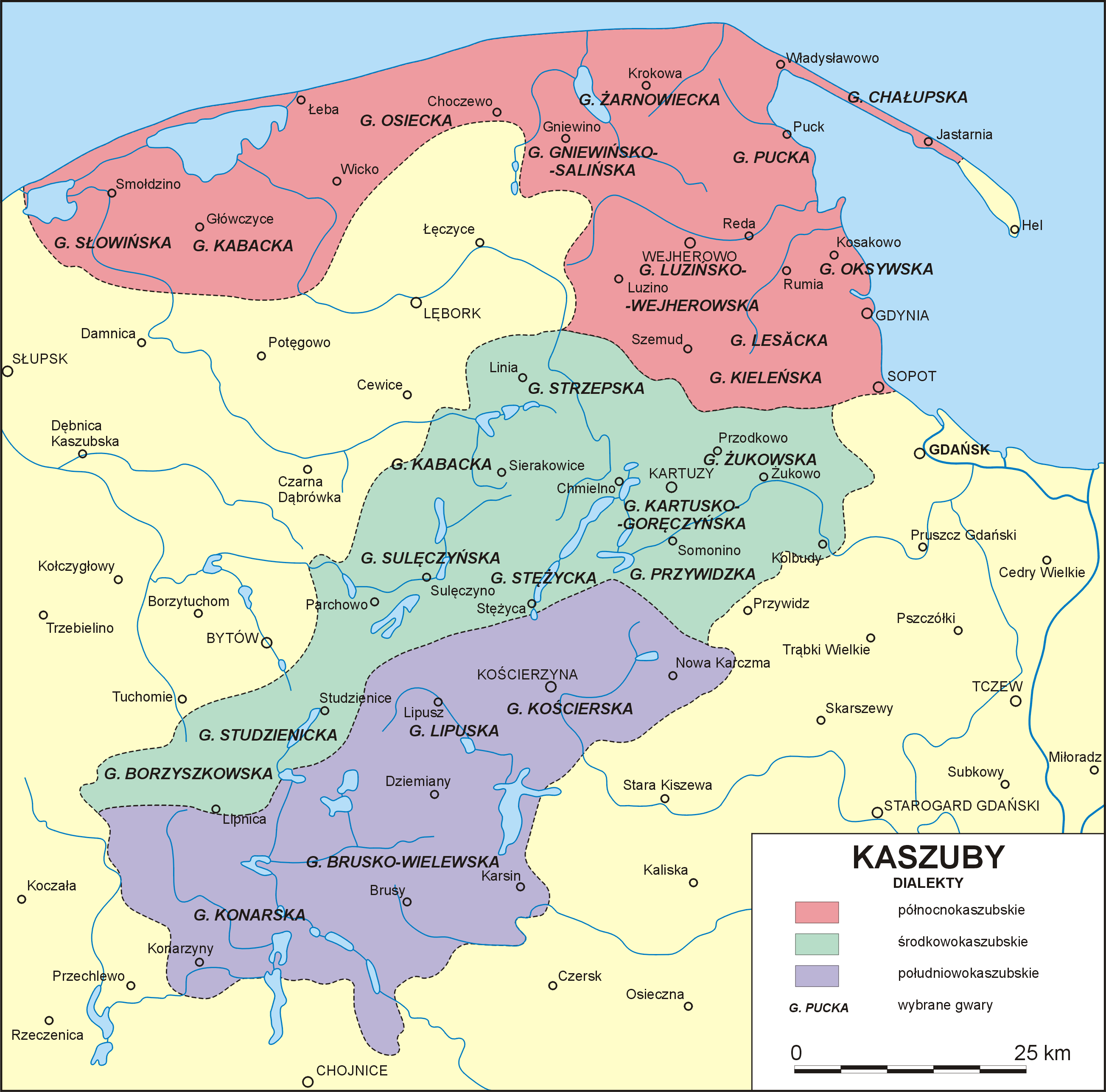
Karte kaschubischer Dialekte nach Friedrich Lorentz (1903), der Slowinzisch als kaschubischen Dialekt einordnete. Die drei nordwestlichen Dialekte in Hinterpommern waren zu der Zeit schon stark auf einzelne Dörfer und ältere Menschen fragmentiert, wobei die anderen beiden früher verdrängt worden waren als Slowinzisch.

Die slowinzische Sprache (slowinzisch slovjĩnsħï ją̃zĕk, slovjĩnsħė gådą̃ńė) ist eine im 20. Jahrhundert ausgestorbene westslawische Sprache. Zusammen mit den ebenfalls ausgestorbenen polabischen Sprachen und dem noch gesprochenen Kaschubischen bildete sie einen Überrest der slawischen Sprachen, welche ursprünglich entlang der Ostseeküste in Pommern und nordöstlich der Elbe gesprochen wurden. Ob das Slowinzische eine eigene Sprache war oder als Dialekt des Kaschubischen angesehen werden kann, ist strittig. Nicht wenige Menschen in bzw. aus dem nordöstlichen Hinterpommern definierten sich als Slowinzen (auch Lebakaschuben), obwohl sie die Sprache nicht mehr sprechen konnten.

## Erforschung und Verschwinden
Die Forschung wurde erst in der Mitte des 19. Jahrhunderts auf diese kleine Sprachgemeinschaft aufmerksam, die im Nordosten Pommerns, vor allem in den Kirchspielen Groß Garde und Schmolsin im Landkreis Stolp, lebte. Als erster berichtete über sie der russische Slawist Alexander Hilferding; nach ihm besuchten weitere russische, deutsche und polnische Sprachforscher die Gegend. Zu Anfang des 20. Jahrhunderts wurde die Sprache von dem Slawisten Friedrich Lorentz aufgezeichnet. 
Wann die letzten Sprecher verstorben sind, ist unklar. Das letzte Rückzugsgebiet war offenbar das Dorf Klucken am Lebasee. Abgesehen von wenigen Begriffen, die in das regionale Ostniederdeutsch eingeflossen waren, sprachen 1945 nur noch wenige alte Leute die slowinzische Sprache.

## Sprachliche Besonderheiten
Das Slowinzische war eine besonders konservative Sprache, in der sich einige Besonderheiten erhalten hatten, die in den meisten (west)slawischen Sprachen nicht mehr vorkamen (z. B. hatte es einen freien Akzent). Daneben stand es aber auch unter starkem Einfluss des Ostniederdeutschen und Hochdeutschen, vor allem im Wortschatz, aber auch in der Syntax.

## Schriftliche Aufzeichnungen
Das Slowinzische hat nie eine eigene Schriftsprache entwickelt. Erst kurz vor dem Aussterben, zu Beginn des 20. Jahrhunderts, wurde die Sprache von dem Slawisten Friedrich Lorentz in lautschriftlich-kodifizierter Form aufgezeichnet.

## Dialekte

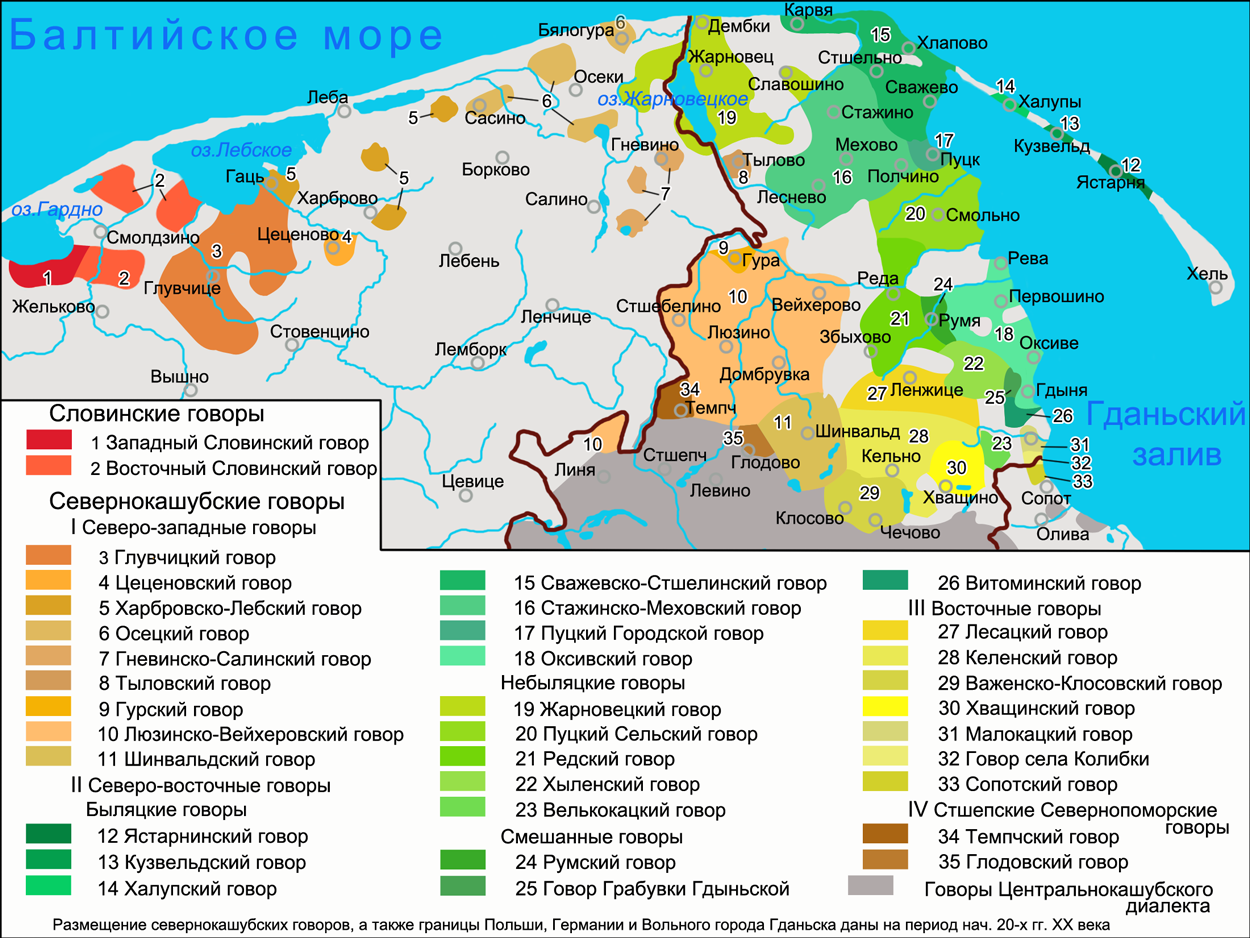
Karte slowinzischer und niederkaschubischer Sprachvarietäten Mitte 19. Jahrhundert nach Friedrich Lorentz (in russischer Sprache). 1= Westslowinzisch, 2=Ostslowinzisch, 3–35: niederkaschubische Varietäten, 1–7 in Pommern existieren nicht mehr.

### Dialektale Gliederung
Das Slowinzische lässt sich in zwei Hauptvarietäten unterteilen, die sich wiederum jeweils in verschiedene Ortsmundarten aufgliedern.
- Ostslowinzisch

- Kluckener Mundart

- Schmolsiner Klucken
- Selesener Klucken

- Holzkathen-Scholpiner Mundart

- Holzkathen (umfasst unter anderem die einzelnen Gehöfte Lassen, Lochzen, Klötzen, Radtke)
- Scholpin

- Virchenzin-Vietkow-Zietzener Mundart

- Virchenzin und dem damit vereinigten Rambow
- Vietkow
- Zietzen

- Stohentiner Mundart

- Westslowinzisch

- Groß-Garder Mundart

- Groß-Garde und dem damit vereinigten Kerske

- Klein-Garder Mundart

- Klein-Garde

- Wittstock-Rotten-Wittbecker Mundart

- Wittstock
- Rotten und Lotken

- Rotten
- Lotken

- Wittbeck und Blottken

- Wittbeck
- Blottken

### Unterschiede zwischen den beiden Hauptvarietäten
Die Hauptunterschiede zwischen Ost- und Westslowinzisch lassen sich folgendermaßen beschreiben.
1. Die urslawischen Vokale i, y, u und z. T. ę sind in der betonten Silbe nach harten Konsonanten im Ostslowinzischen durch ȧ, im Westslowinzischen durch ä (nur nach c ʒ durch ȧ) vertreten:
- urslaw. *glina → oslz. glȧ̃nă und wslz. glä̀·nă

- urslaw. *ryba → oslz. rȧ̃bă und wslz. rä̀·bă

- urslaw. *struga → oslz. strȧ̃gă und wslz. strä̀·gă

- urslaw. *ręditь → oslz. řȧ̃ʒĕc und wslz. řä̀·ʒĕc

2. Die ursprünglich kurzen slowinzischen Vokale i, ʉ und ȧ bzw. ä sind in betonten Binnensilben im Ostslowinzischen lang, im Westslowinzischen kurz, wobei hier der folgende Konsonant gedehnt wird:
- slz. *bjĭtï → oslz. bjĩtï und wslz. bjì·tï

- slz. *mʉ̆χa → oslz. mʉ̃χă und wslz. mʉ̀·χa

- slz. *lȧpa → oslz. lȧ̃pă und wslz. lä̀·pă

- slz. *cȧχѳ → oslz. cȧ̃χѳ und wslz. cä̀·χѳ

3. Die slowinzischen Diphthonge ie̯ und ʉѳ̯ sind im Westslowinzischen vor Nasalen in betonten Silben monophthongisiert, im Ostslowinzischen sind sie als Diphthonge erhalten:
- slz. *jie̯mʉ̇ → wslz. jì·mʉ̇ und oslz. jìe̯mʉ̇

- slz. *plecie̯ńė → wslz. plecì·ńė und oslz. plecìe̯ńė

- slz. *slʉѳ̯ma → Gardener wslz. slǜ·mă und oslz. slʉ̀ѳ̯mă

- slz. *tʉѳ̯ńa → Gardener wslz. tǜ·ńă und oslz. tʉ̀ѳ̯ńă

4. Im Dativ Singular Maskulinum hat das Ostslowinzische die Endung -ѳjʉ̇ bzw. -ejʉ̇, das Westslowinzische -ѳvʉ̇ bzw. -evʉ̇:
- oslz. vʉ̀ѳ̯lѳjʉ̇ – wslz. vùѳ̯lѳvʉ̇

- oslz. kʉ̀ѳ̯ńejʉ̇ – wslz. kʉ̀ѳ̯ńevʉ̇

5. Im Lokativ Plural Maskulinum und Neutrum hat das Ostslowinzische die Endung -ėχ́, das Westslowinzische -ie̯χ bzw. unbetont -eχ́:
- oslz. lĕscė́χ́ – wslz. lĕscìe̯χ

- oslz. jãstřėχ́ – wslz. jãstřĕχ́

6. Zur Bildung der Reflexivverba gebraucht das Ostslowinzische są, das Westslowinzische sä:
- oslz. jå̋u̯-są-smjìe̯ją – wslz. jå̋u̯-sä-smjìe̯ją

## Sprachbeispiel: Das Vaterunser
Das nachfolgend angeführte Sprachbeispiel ist in einer von Friedrich Lorentz entwickelten Lautschrift aufgezeichnet.
| Slowinzisch | Slowinzisch |
| Ostslowinzisch (Vietkower Mundart) | Westslowinzisch (Rottener Mundart) |
| --- | --- |
| Vө̀·i̯čä nãš, tȧ̃-jĕs v-ńìe̯bjä, svją̃cѳnѳ bą̃ʒä ï̂mją tvùѳ̯jä, přï̂ʒä krѳlɛ̃i̯stvѳ tvùѳ̯jä, tvùѳ̯jä vùѳ̯lå są-fstą̃ńĭ jãkѳ v-ńìe̯bjä tãkѳ nãzemjï, χlė́b-năš pѳfšė́dnï dẽi̯-nȯu̯m ʒï̂s, a-vө̀·tpʉscä-nȯ̋u̯m našėvjĩnä, jäk-mȧ̃ vө̀tpʉ̇́scïmä nãšėmʉ̇ vjinѳvãtėmʉ̇, a-ńìe̯vevѳʒä-na̋s f-pѳkʉšìe̯ńė, ãlä năs-vȧ̃bavjĭ vѳt-fšìe̯vå zlė̂vå. Te-tváo̯-jĕstă mùѳ̯c, χváo̯lă, počìe̯snosc vө̀d-vjekʉ̇ ăš-nã-vjeḱ. Áo̯mĕn. | Vò·i̯čä nãš, χtùo̯rï jìe̯s v-ńìe̯bjä, svjì·cänŏ bą̃ʒä ï̂mją tvùo̯jä, přï̂ʒä dŏ-nãš tvė-krŏlɛ̃i̯stvŏ, fstą̃ńĭ vùo̯lă tvùo̯jă jakŏ-v-ńìe̯bjä tãk na-zì·mjï, χlė́p pŏfšė́dnï dẽi̯-nȯu̯m ʒï̂s, vò·tpŭscä našė-gřė̂χ̌ĭ, jakŏ-mä̃ vŏtpu̇́scïmä nãšĭm vjĭnŏvãi̯cȯu̯m, ńìe̯vŏʒä nãs f-pŏkŭšì·ńė, năs-vä̀-bavjĭ vŏt-fšìe̯vå zlė̂vå, χtùo̯rï mǻu̯š mùo̯c, χvǻu̯lą, pùo̯čestnŏsc ve-vječnùo̯scï. Ãmĕn. |